# ملک شاه (روم)
ملک شاه که او را شاهنشاه نیز می‌خواندند یکی از سلاطین سلجوقیان روم بین سال‌های ۱۱۱۰ تا ۱۱۱۶ بود.

پیش از به قدرت رسیدن ملک شاه و پس از مرگ قلج ارسلان یکم، تاج و تخت به مدت سه سال خالی ماند. ملک شاه تا سال ۱۱۱۰ که برای سلطنت به آناتولی بازگشت، در اصفهان زندانی بود. مدت کوتاهی پیش از مرگ ملک شاه، او در نبرد فیلوملیون شکست خورد و معاهده‌ای با آلکسیوس یکم را امضا کرد که طبق آن تمام سرزمین‌های روم شرقی در آناتولی به آن‌ها بازگردد. اما معاهده پس از کشته‌شدن ملک شاه توسط برادرش مسعود لغو گردید.
آنا کومننه تاریخ‌نگار بیزانس او را یک احمق که به استراتژی فرماندهان باتجربه‌اش گوش نمی‌دهد و فرماندهانش او را مسخره می‌کردند، معرفی می‌کند. 